# Youth of Today

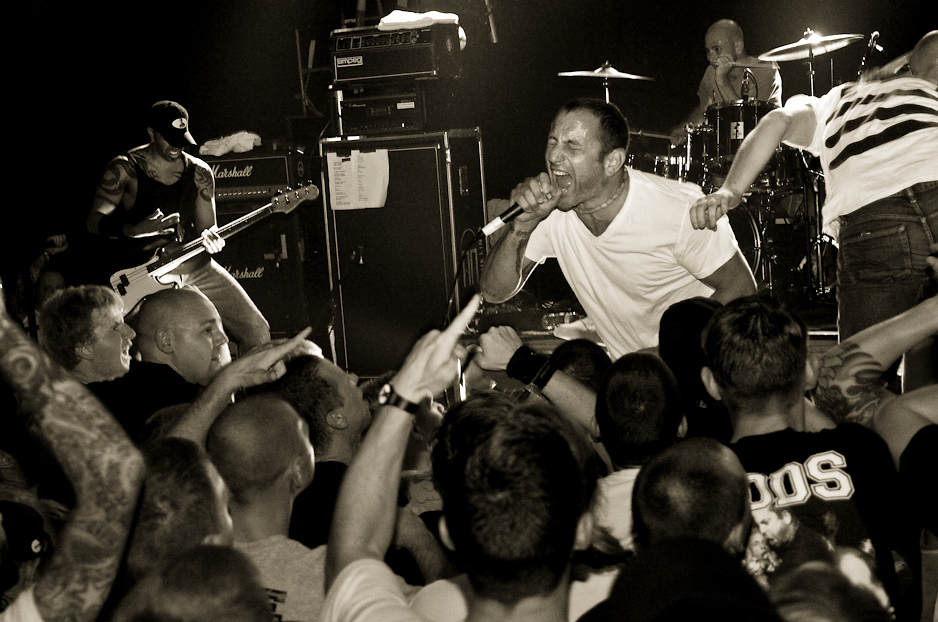
Youth of Today w 2010

Youth of Today – amerykański zespół muzyczny grający muzykę hardcore punk. Często przypisuje się mu znaczący wkład w odświeżenie i rozwój sceny straight edge w drugiej połowie lat 80. XX wieku. Założony w 1985 roku w Connecticut przez Raya Cappo i Johna Porcelly'ego. Zespół zdobył rozgłos po przenosinach do Nowego Jorku. Rozpadł się w 1990 roku.
Do historii gatunku przeszły takie albumy zespołu jak: We're Not in This Alone, Break Down the Walls czy Can't Close My Eyes.
Pod koniec działalności Youth of Today, Ray Cappo i Porcell zostali członkami Hare Kryszna, czemu dawali wyraz w ostatnich albumach zespołu. Po rozwiązaniu zespołu założyli inne, grające bardziej melodyjną odmianę hardcore: krishnacorowy Shelter czy Better Than a Thousand.
Youth of Today stał się muzyczną i liryczną inspiracją dla wielu późniejszych zespołów. Ich styl czasami nazywany jest youth crew hardcore.

## Dyskografia
- Can't Close My Eyes, EP (Positive Force, 1985)
- Break Down the Walls, LP (Wishingwell, 1986)
- Can't Close My Eyes, LP, wznowienie (Schism, 1988)
- We're Not in This Alone, LP (Caroline, 1988)
- Disengage, EP (Revelation, 1990)
- Can't Close My Eyes, CD, wznowienie (Revelation, 1997)
- Break Down the Walls, CD, wznowienie (Revelation, 1997)
- We're Not in This Alone, LP/CD, wznowienie (Revelation, 1997)